# Fiołek kosmaty
Fiołek kosmaty, fiołek owłosiony (Viola hirta L.) – gatunek roślin z rodziny fiołkowatych (Violaceae). Występuje naturalnie na obszarze od Europy po Syberię i Azję Środkową. 

## Rozmieszczenie geograficzne
Rośnie naturalnie na obszarze od Europy po Syberię i Azję Środkową. Podawany jest z Norwegii, Szwecji, Finlandii, Irlandii, Wielkiej Brytanii, Holandii, Belgii, Francji, Hiszpanii, Włoch, Szwajcarii, Austrii, Niemczech, Danii, Polski, Litwy, Łotwy, Estonii, Białorusi, Czech, Słowacji, Węgier, krajów byłej Jugosławii, Albanii, Grecji, Bułgarii, Rumunii, Ukrainy, Rosji (z jej europejskiej części i Syberii), Kazachstanu, Kirgistanu oraz Chin (z regionu autonomiczny Sinciang). W Polsce jest pospolity na niżu i pogórzu. 

## Morfologia
PokrójBezłodygowa roślina wieloletnia, często tworząca kilka rozet liściowych. Dorasta do 2–10 cm wysokości. Liście i kwiaty wyrastają wprost z kłącza. Nie tworzy rozłogów.
LiścieBlaszka liściowa ma kształt od owalnego do podługowato-owalnego. Mierzy 1,5–2,5 cm długości oraz 1–2 cm szerokości (zazwyczaj są 1–1,5 raza dłuższe niż szerokie), jest karbowana na brzegu, ma sercowatą nasadę i zaostrzony lub tępy wierzchołek, owłosiona (szczególnie od spodniej strony). Ogonek liściowy jest owłosiony i ma 3–7 cm długości. Przylistki są szeroko lancetowate, bez lub z frędzlami, które są zazwyczaj nagie, orzęsione na szczycie.
KwiatyPojedyncze, wyrastające z kątów pędów. Są spore w stosunku do innych gatunków. Nie wydzielają zapachu. Mają działki kielicha o podługowatym kształcie, z tępym wierzchołkiem, dorastające do 8 mm długości. Płatki są podługowato odwrotnie jajowate, lekko wycięte na szczycie i mają jasnofioletową (lub czasami białą) barwę, dolny płatek jest odwrotnie jajowaty, mierzy 15–17 mm długości, posiada obłą, wyprostowaną na końcu ostrogę o długości 5 mm.
OwoceKuliste torebki pękające trzema klapami. Gdy są dojrzale, klapy torebki wysychają i wyginając się wyrzucają nasiona.

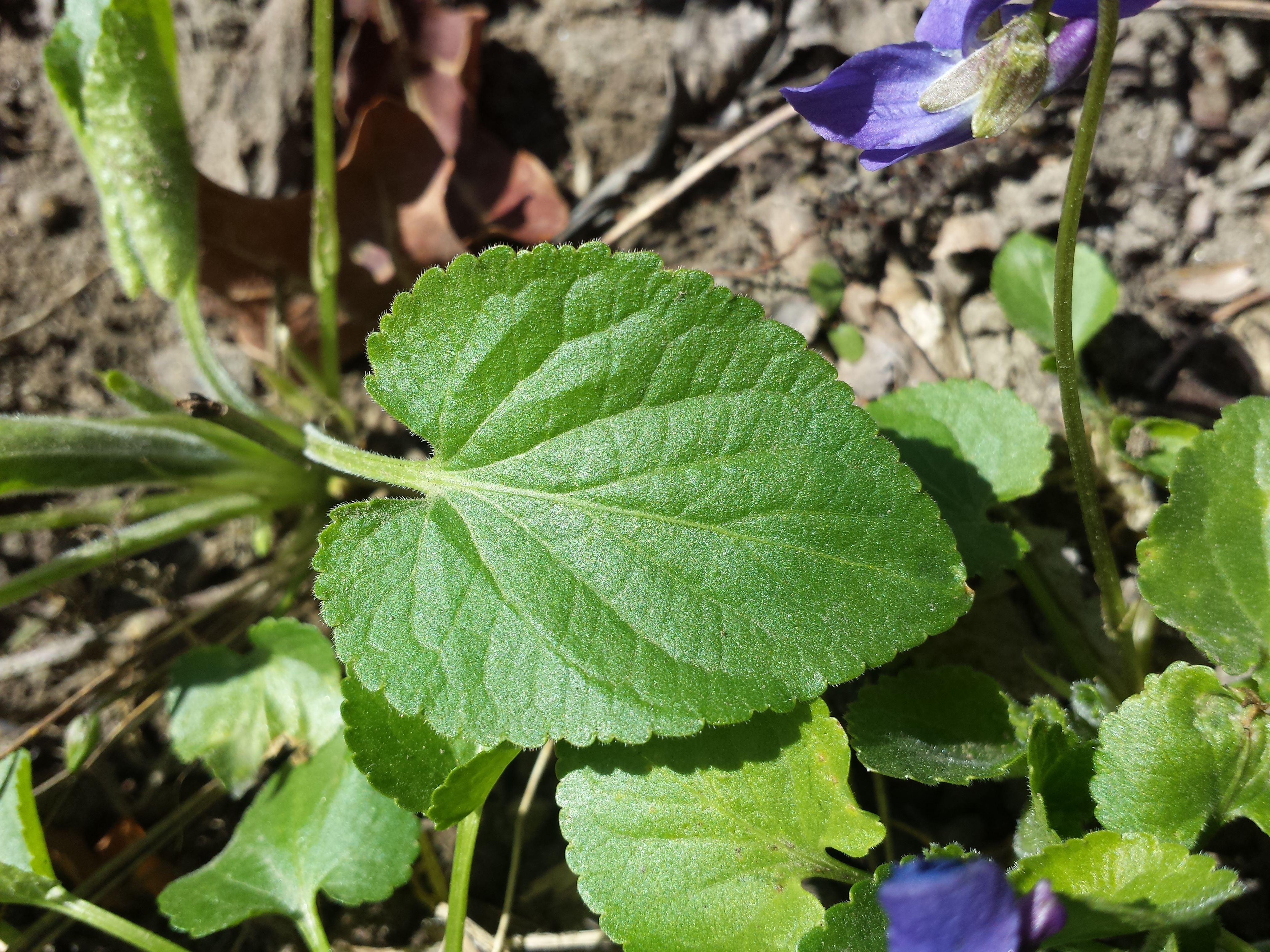
Liść
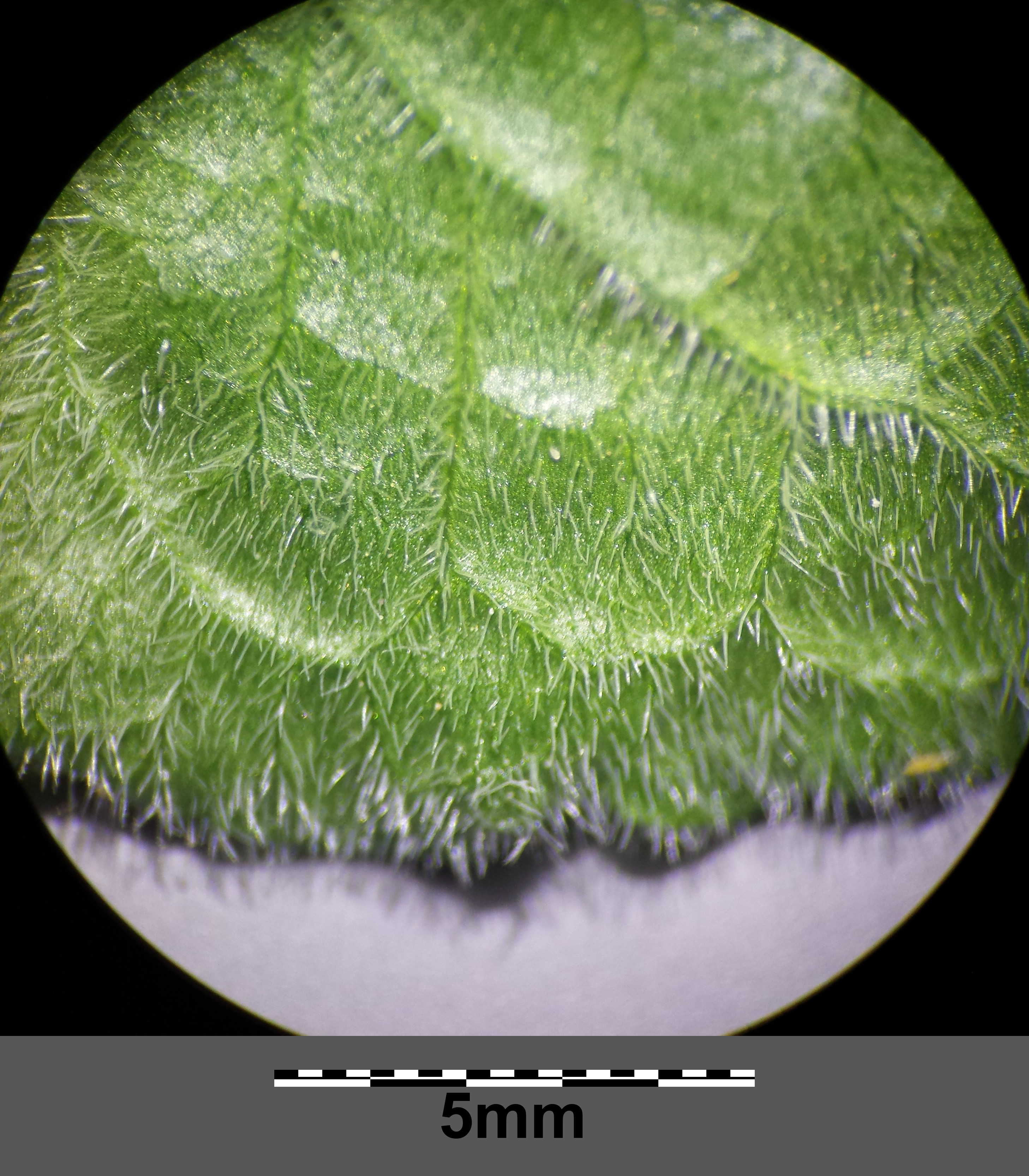
Owłosienie liścia
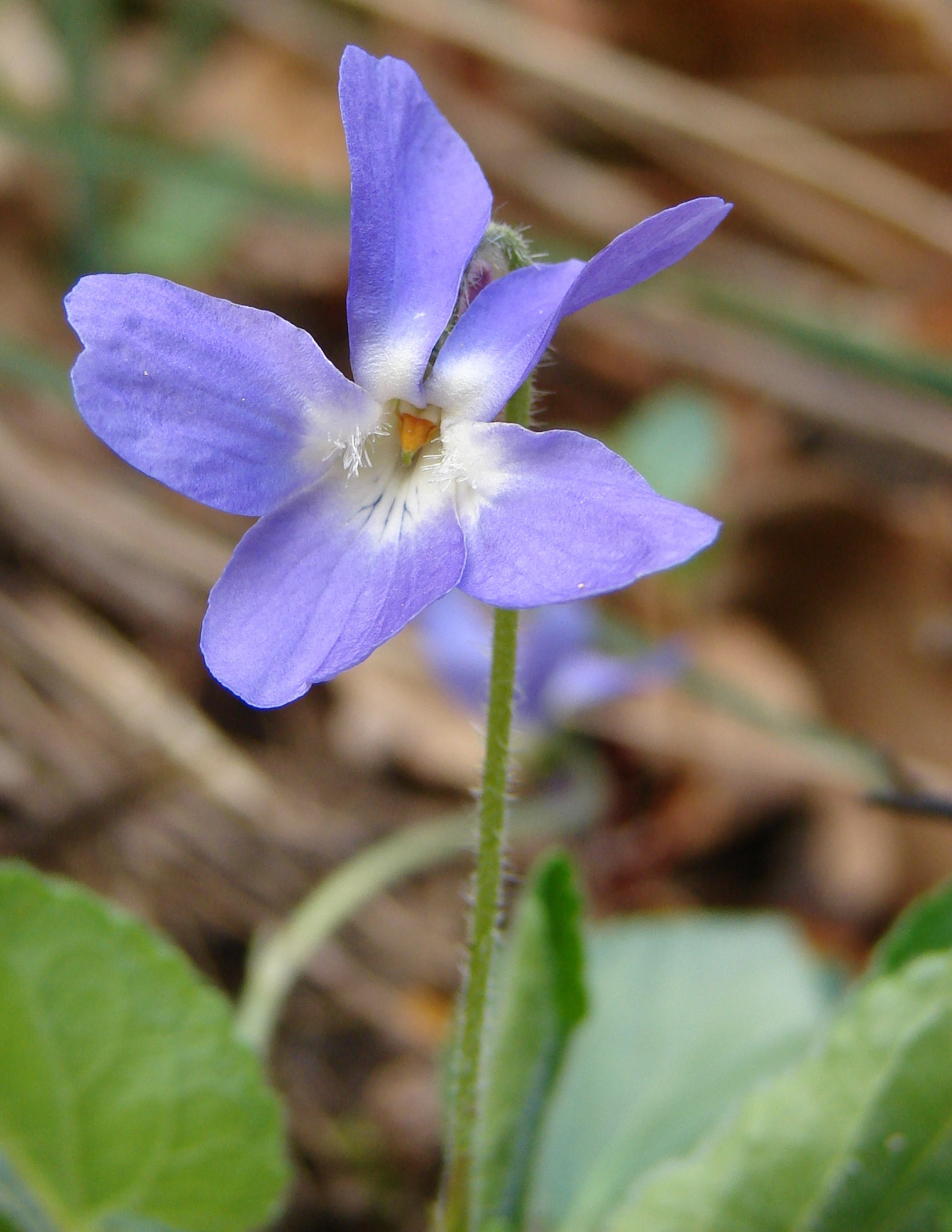
Kwiat
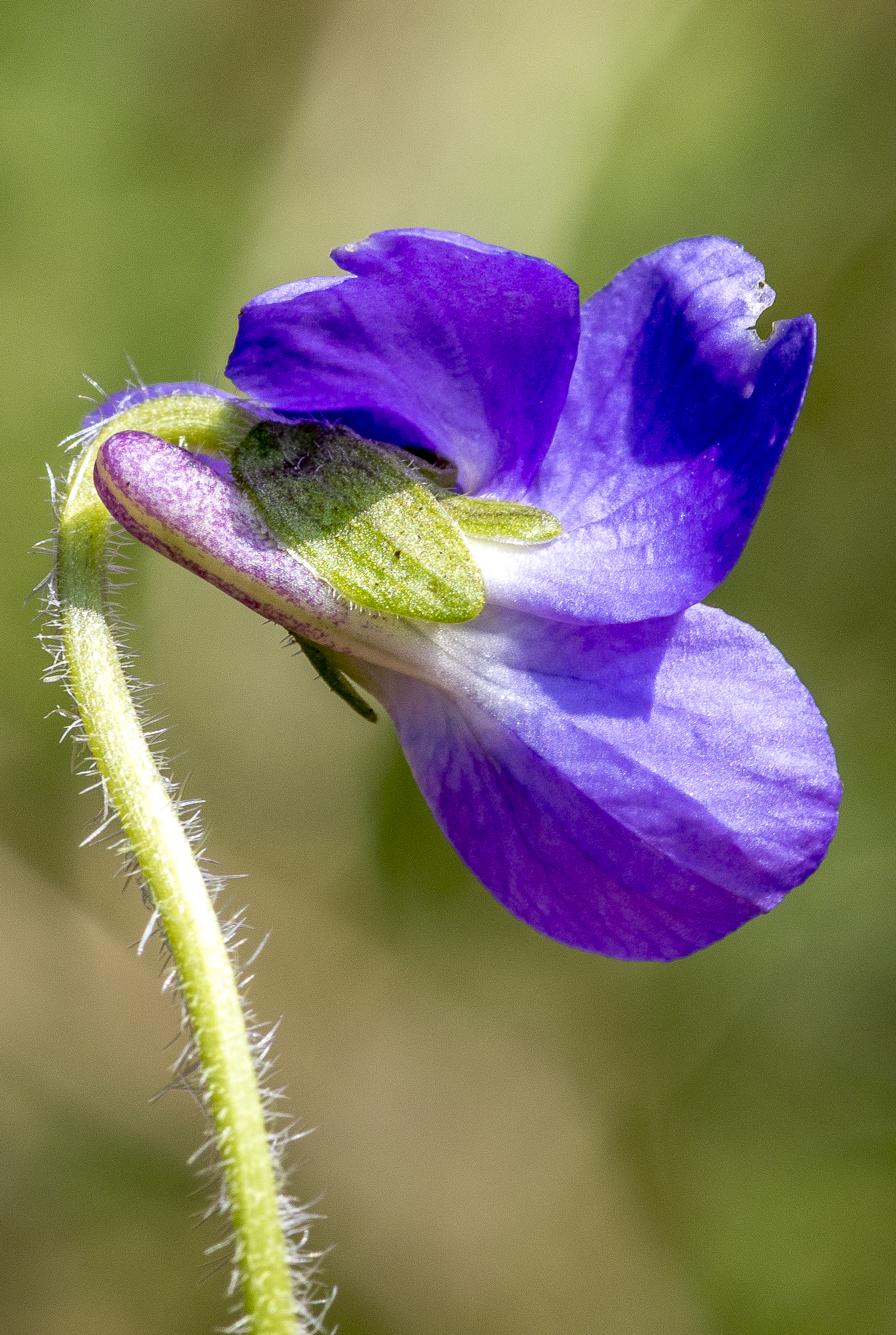
Kwiat

## Biologia i ekologia
Rośnie w lasach, zaroślach, na łąkach i skarpach. Występuje na wysokości do 2000 m n.p.m. Kwitnie od marca do maja. 

## Zmienność
Tworzy mieszańce z fiołkiem białym, fiołkiem wonnym, fiołkiem pagórkowym i fiołkiem skalnym.

## Zastosowanie
Jest uprawiany jako roślina ozdobna. 